# Joseph Kornhäusel
Joseph Georg Kornhäusel (auch Kornhäusl; * 13. November 1782 in Wien; † 31. Oktober 1860 ebenda) war ein österreichischer Architekt und Sohn des Maurers Johann Georg Kornhäusel. Er gilt als herausragender Architekt der ersten Hälfte des 19. Jahrhunderts und als einer der wichtigsten österreichischen Vertreter des Klassizismus, den er mit lokalen Traditionen kombinierte.

## Leben und Wirken
Josef Kornhäusel wurde 1782 in Wien geboren. Sein Vater, der im Baugewerbe tätig war, nahm den ältesten Sohn in die Lehre. 1795 schloss Josef Kornhäusel diese als Maurergeselle ab und arbeitete im elterlichen Betrieb. Erst 1804 qualifizierte er sich bei Baumeister Josef Reymund weiter, legte bei der Innung jedoch nie eine Meisterprüfung ab. Anschließend wurde er an der k.k. Akademie der bildenden Künste, unter anderem von Johann Ferdinand Hetzendorf von Hohenberg, zum Architekten ausgebildet. Zu diesem Zeitpunkt hatte er bereits in Wien, im nahen Baden und in der Nähe von St. Pölten mehrere von ihm geplante Privathäuser vorzuweisen, was ihm 1807 beim Aufnahmegesuch in die Akademie zugutekam, denn im August 1808 wurde er Mitglied. Die alljährlich im Akademiegebäude zu St. Anna abgehaltenen Jahresausstellungen beschickte er ein einziges Mal, und zwar 1813 mit einem Aufriss einer Kirche. In der Praxis führte er Profanbauten aus wie Mietshäuser und Landsitze in den Gartenorten des Wienerwaldes.
Das 1810 errichtete Haus Theresiengasse Nr. 8 in Baden wies typische Züge des Architekten auf: „Das hohe Mittelfenster mit Balkon und Rundbogen ebenso wie die Medaillons im Zwischenstock sind unverkennbar Kornhäuselscher Typus und schon da klingen in den Reliefkranzerln mit den beiden Girlanden die ersten Biedermeiermotive bei ihm an, eine fast untrügliche Signatur seiner künftigen Arbeiten. Die Hauseinfahrt mit den freistehenden Säulen ist noch heute ein Kabinettstück fein empfundener Raumverteilung auf kleinem Areal.“ In Zusammenarbeit mit dem Bildhauer Josef Klieber stattete er die feudalen sowie öffentlichen Bauten äußerlich wie innerlich gerne mit aus Sandstein gehauenen mythischen Gottheiten, Putten und religiösen Szenen, meist in Allegorien zur Zweckbestimmung des Hauses, aus.
1811/12 beschäftigte sich Kornhäusel erstmals mit dem Theaterbau. Im neu errichteten Badener Stadttheater waren in den Folgejahren wiederholt Ludwig van Beethoven und Franz Grillparzer bei Aufführungen unter den Besuchern. Kornhäusel war durch dieses Werk in engere Beziehungen zum Badener Magistrat getreten und erhielt sodann im Jahre 1815 den Auftrag, das bei einem Brand arg in Mitleidenschaft gezogene Rathaus neu aufzubauen.
Den Vater hatte er noch bis zu dessen Tod 1811 mit seinen Kenntnissen unterstützt, nun trat er in die Dienste des Fürsten Johann I. von Liechtenstein ein. Als Nachfolger Joseph Hardtmuths führte er den Titel „Fürstlich Liechtensteinischer Baudirektor“ und hatte ein gutes und gesichertes Einkommen. Seine erste Arbeit unter dem neuen Bauherrn war der Husarentempel bei Mödling, eine patriotische Ruhmeshalle auf dem Kleinen Anninger oberhalb der Hinterbrühl. Ferner war er für die Fertigstellung diverser Pläne Hardtmuths zuständig, so beispielsweise ab 1812 für den Schlossbau in Eisgrub (Lednice). Für das Fürstentum schuf Kornhäusel weitere eigene Bauten in Mähren, bis er 1818 aus dem Liechtensteinischen Dienst ausschied. Bis dahin gingen auch kleinere Theaterbauten in Wien auf sein Konto: In Heiligenstadt, 1812, und in Hietzing, 1816.
Als 1817 die Stelle des Direktors der Architekturschule der Wiener Akademie, für die sich auch Kornhäusel beworben hatte, mit Peter von Nobile besetzt wurde, bereiste Kornhäusel Europa. Von 1818 bis 1820 arbeitete er in Baden an der Realisierung des Sauerhofes für Carl Freiherr von Doblhoff-Dier. Das von einer englischen Gartenanlage umgebene, als Hotel genutzte Gebäude hatte ein in pompejanischen Motiven gehaltenes Bad, eine Restauration mit Saal, 91 Herren- und 47 Dienerzimmer, sowie Küchen, Stallungen und Remisen. Die meisten Zimmer waren mit Ofen versehen und jede Partei konnte durch geschlossene Gänge ins Bad gelangen, was eine hygienische Neuerung für den Kurort bedeutete. Im Baderaum befand sich eine „Äskulap und Hygieia“ darstellende Sandsteingruppe aus Kliebers Werkstatt. Auf acht Säulen ruhte das Tonnengewölbe, ein längliches Viereck bildend, über dem (ein Oktogon bezeichnenden) mit rotem Marmor eingefassten Beckenkörper, in den Stufen hinunterführten und aus dem das Wasser wieder durch Muscheln abfloss. Durch eine Glasdachung fiel das Licht von oben herein, und an den Wänden befanden sich steinerne Ruhesitze nach antikem Vorbild. Als kulturgeschichtlich schwergewichtige Hotelgäste sind auch hier wieder Beethoven und Grillparzer zu nennen.
Aufsehenerregend und deshalb Motiv vieler Maler wie auch Verzierung auf Gebrauchsgegenständen war die von September 1820 bis Juni 1823 erbaute Weilburg bei Baden. Erzherzog Karl (Bruder des Kaisers Franz I. von Österreich) hatte sie Kornhäusel in Auftrag gegeben. Sie war Karls Hochzeitsgeschenk für seine junge Gemahlin Henriette von Nassau-Weilburg als Erinnerung an ihre deutsche Heimat gedacht, ist aber eine eigene Schöpfung Kornhäusels und keine Nachahmung des Schlosses Weilburg an der Lahn im Taunus.
Das Josefstädter Theater in Wien erfuhr 1822 einen von Kornhäusel konzipierten Umbau, der auch die Innenausstattung mit einschloss. Die Dekorationen malte Hermann Neefe, der später dort fest als Bühnenbildner engagiert wurde.
In den nächsten zehn Jahren wurde Kornhäusel immer wieder zum Bau von großen Wiener Zinsmietshäusern herangezogen. Den üblicherweise schmucklosen Zweckbauten, die wegen der flächendeckenden Bebauung innerhalb der Stadtmauern und um der großen Zuwanderung standhalten zu können, in die Höhe gebaut wurden, passte er feinsinnig dem Umgebungscharakter an. Mitte der 1820er Jahre gestaltete er – unterstützt von Jakob Hainz – beinahe einen ganzen Wiener Straßenzug, die Seitenstettengasse, neu. Inbegriffen waren der Israelitische Tempel (heute: Stadttempel), der angrenzende „Dempfingerhof“ und der Seitenstettenhof.
Damit in Zusammenhang steht auch das am Fleischmarkt errichtete Turmatelier, das später aufgrund der Eigennutzung „Kornhäuselturm“ genannt wurde. Es befindet sich in der Mitte des von Kornhäusel ausgestalteten Blocks zwischen Seitenstettengasse und Fleischmarkt. Dorthin brachte er sich angeblich durch das Einholen einer Stiege vor seiner streitsüchtigen dritten Ehefrau in Sicherheit. Der erhaltene sechsstöckige Turm wirkt wie ein nüchterner Industriebau, allerdings war er bis in die Mitte des 20. Jahrhunderts vollständig von Wohnhäusern umgeben. Zeitweilig bewohnte der Schriftsteller Adalbert Stifter den Turm, was in seinem Werk Aus dem alten Wien beschrieben ist.
Im Übergang von den 1820er Jahren zu den 1830er Jahren war er mit der Umgestaltung des Wiener Schottenklosters (Schottenstift) beschäftigt. Die klassizistisch gestaltete Bibliothek mit den von Klieber, teilweise nach Kornhäusels Vorgaben, geschaffenen Reliefs ist heute ausschließlich im Rahmen von Führungen zugänglich. Kornhäusels Klosterbauten zu Ende seines Schaffens sind äußerst traditionsbewusst gehalten. Nach Abschluss der umfassenden Ausgestaltung des Stiftes Klosterneuburg 1842 (Entwürfe 1833, Ausführung ab 1834) setzte er sich zur Ruhe.

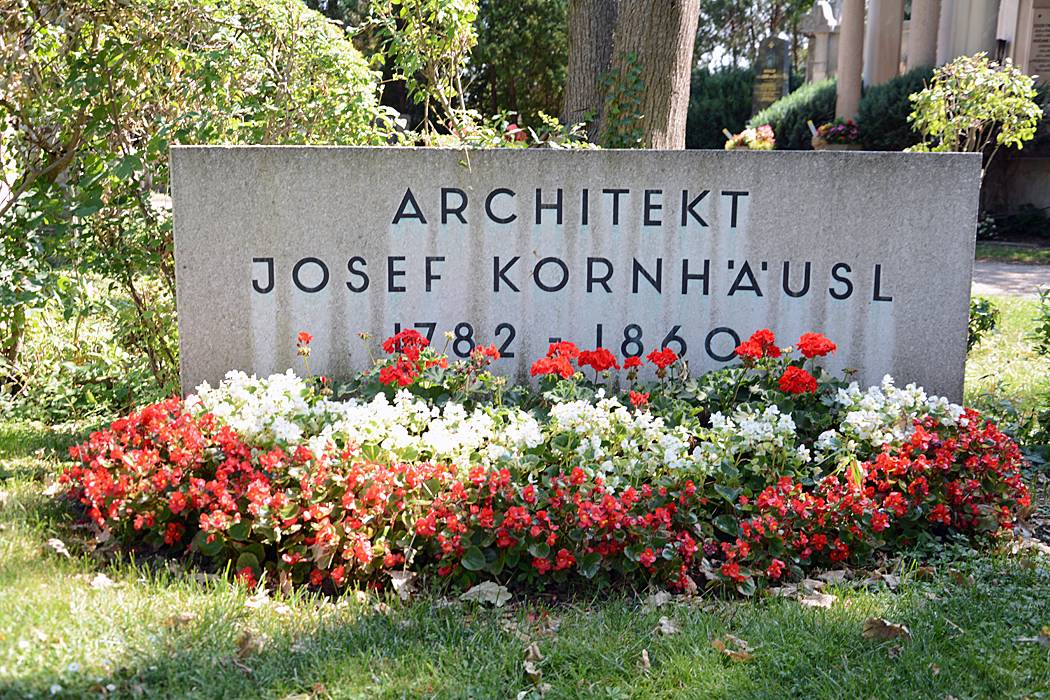
Grab auf dem Wiener Zentralfriedhof

Der in drei Ehen kinderlos Gebliebene starb am 31. Oktober 1860. Seine sterblichen Überreste wurden aus der ursprünglichen Ruhestätte St. Marxer Friedhof später in ein Ehrengrab auf dem Wiener Zentralfriedhof (Gruppe 14 A, Nummer 45 A) verlegt. Im Jahr 1920 wurde in Wien-Brigittenau (20. Bezirk) die Kornhäuselgasse nach ihm benannt.

## Bedeutung
Sowohl die dem Donaukanal zugewandte Seite der Inneren Stadt von Wien als auch die zentralen Teile von Baden bei Wien sind wesentlich von ihm geprägt.
Obwohl sein Stellenwert noch von Ludwig von Förster erkannt wurde, geriet er in der nachfolgenden Ära des Historismus weitgehend in Vergessenheit und wurde erst nach 1900, nicht zuletzt durch die Biographie Paul Tausigs, wiederentdeckt. Dieser hatte vor allem die Werke in Baden abseits der Weilburg im Fokus. Dort gelang Kornhäusel mit dem Sauerhof auch die relativ neue Bauaufgabe, Hotel, Restaurant und Bad in einer architektonischen Einheit zu verbinden. Tausig bezeichnete Kornhäusel als „Architektur-Erneuerer“ und seine Bauwerke als „reizvoll“.
Das Austria-Forum stellt ihn als „herausragende[n] Architekt[en] der ersten Hälfte des 19. Jahrhunderts“ und als einen „der wichtigsten österreichischen Vertreter des Klassizismus, romantischen Historismus und des Biedermeier, deren stilistische Eigenheiten er mit lokalen Traditionen verband“ heraus. Weiter heißt es: „Sein Stil wird oft als Symbiose von Barock und Klassizismus beschrieben; Neuerungen erprobte er besonders an Bauten, die nicht allzu sehr den Traditionen verschrieben waren.“
Während der Weltkriege wurden einige der Bauten Kornhäusels zerstört, doch alle noch erhaltenen sind unter Denkmalschutz gestellt worden.

## Werke
- zahlreiche Wohnhäuser in Wien

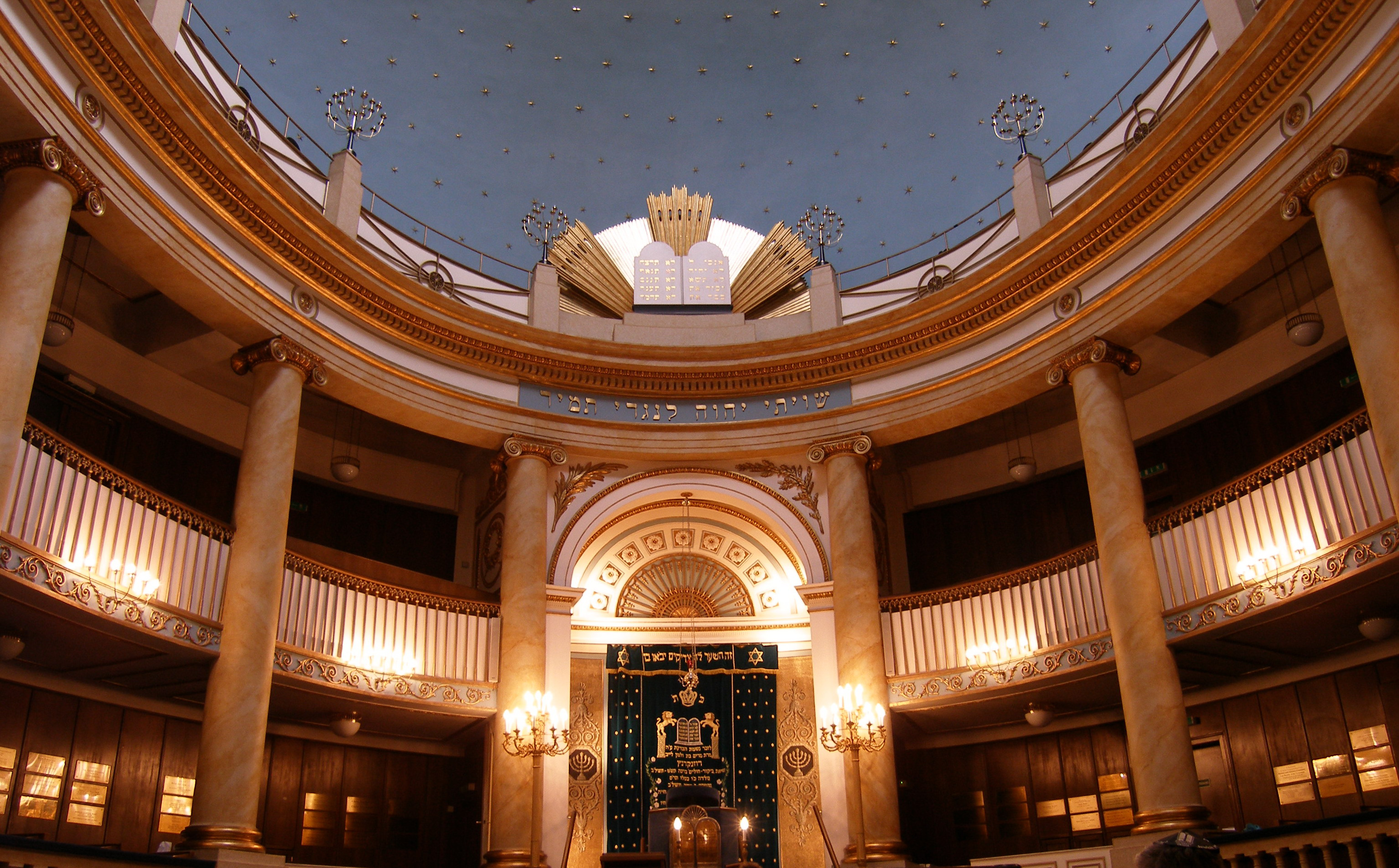
Der Wiener Stadttempel, die einzige erhaltene historische Synagoge Wiens, ist Zentrum der Israelitischen Kultusgemeinde

- Schlösser in Mähren, vor allem Schloss Eisgrub (als Baudirektor der Fürsten von Liechtenstein)
- Landhaus in Ottakring für Joseph Jenamy (Kornhäusel-Villa), ab 1804
- Circus gymnasticus in Wien, errichtet 1808 im Wiener Prater für Christoph de Bach
- Husarentempel bei Mödling, 1813
- Rathaus in Baden bei Wien, 1815 (wird ihm zugeschrieben, jedoch nicht gesichert)
- Sauerhof in Baden bei Wien, 1818–1820
- Schloss Liechtenstein (Niederösterreich), 1821
- Theater in der Josefstadt, 1822
- Schloss Weilburg in Baden (1945 ausgebrannt, Ruine 1964 gesprengt), 1820–1823
- Stadttheater in Baden bei Wien, 1815 (nach 1900 abgetragen und 1909 durch einen Bau vom Büro Fellner & Helmer ersetzt)
- Innenausstattung der Albertina, nach 1822
- Stadttempel in Wien, 1825–1826
- Kornhäuselturm in Wien, 1825–1827 (ältestes Hochhaus Wiens, diente Kornhäusel als Wohnung und Atelier)
- Umbau des Schottenstifts, 1826–1832
- Jagdschlösschen Heinrichslust bei Kladeruby nad Oslavou, 1829–1830
- Theater Olmütz, 1830
- Ausbau von Stift Klosterneuburg, 1834–1842
- Mechitaristenkloster Wien, 1836/37
- Habsburger-Jagdschloss in Cieszyn, 1838–1840

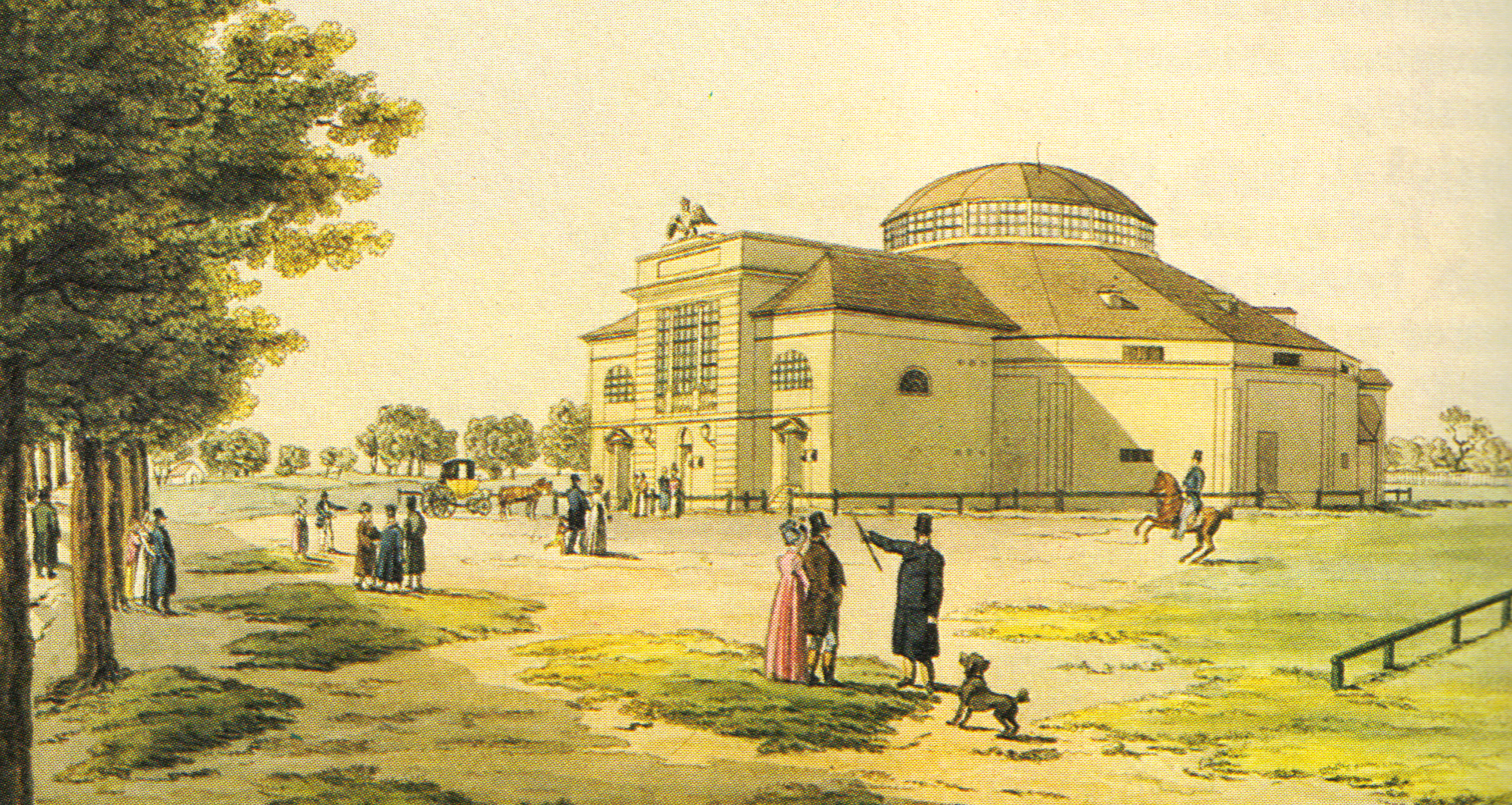
Circus gymnasticus, Wien
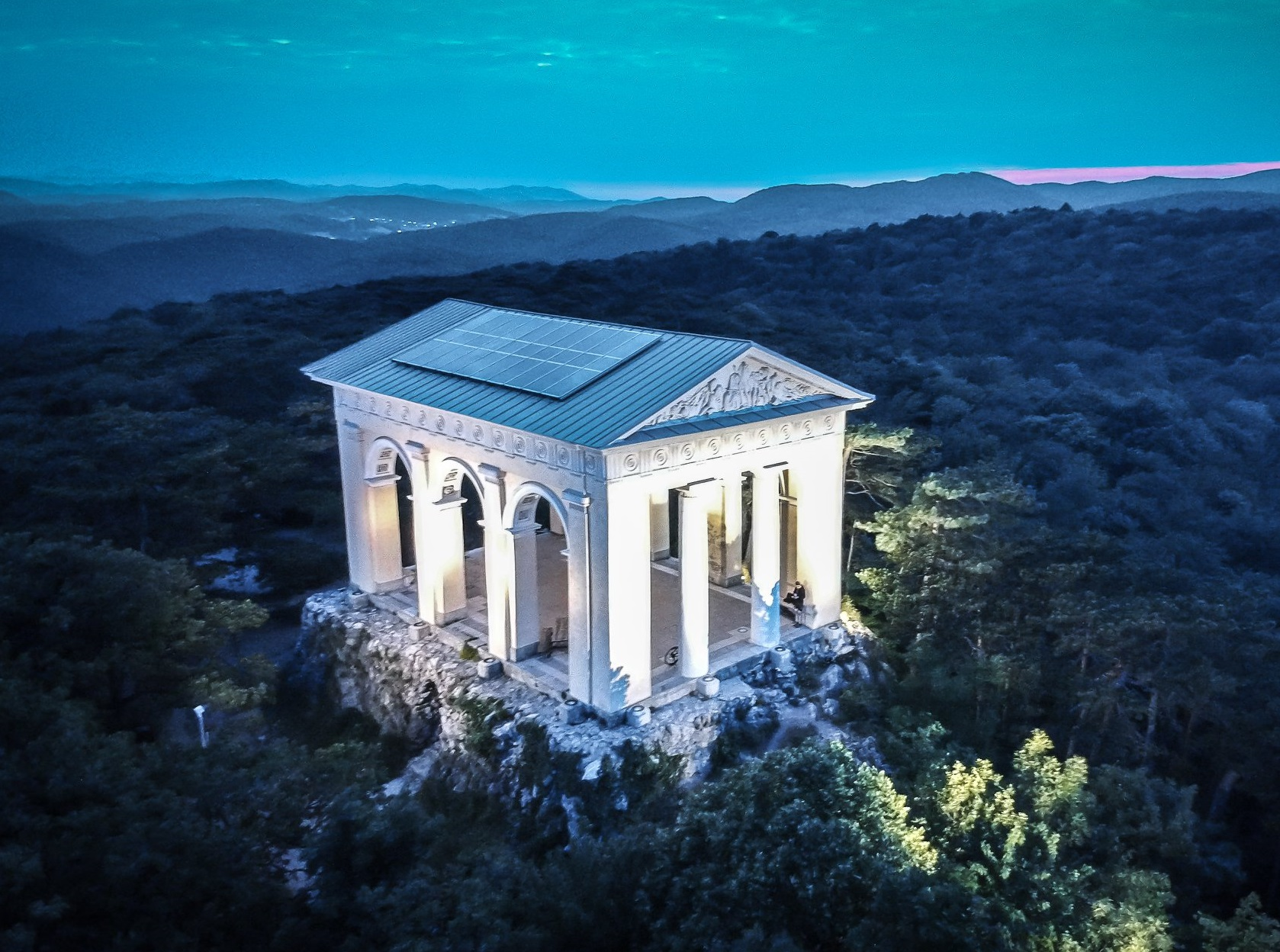
Husarentempel bei Mödling
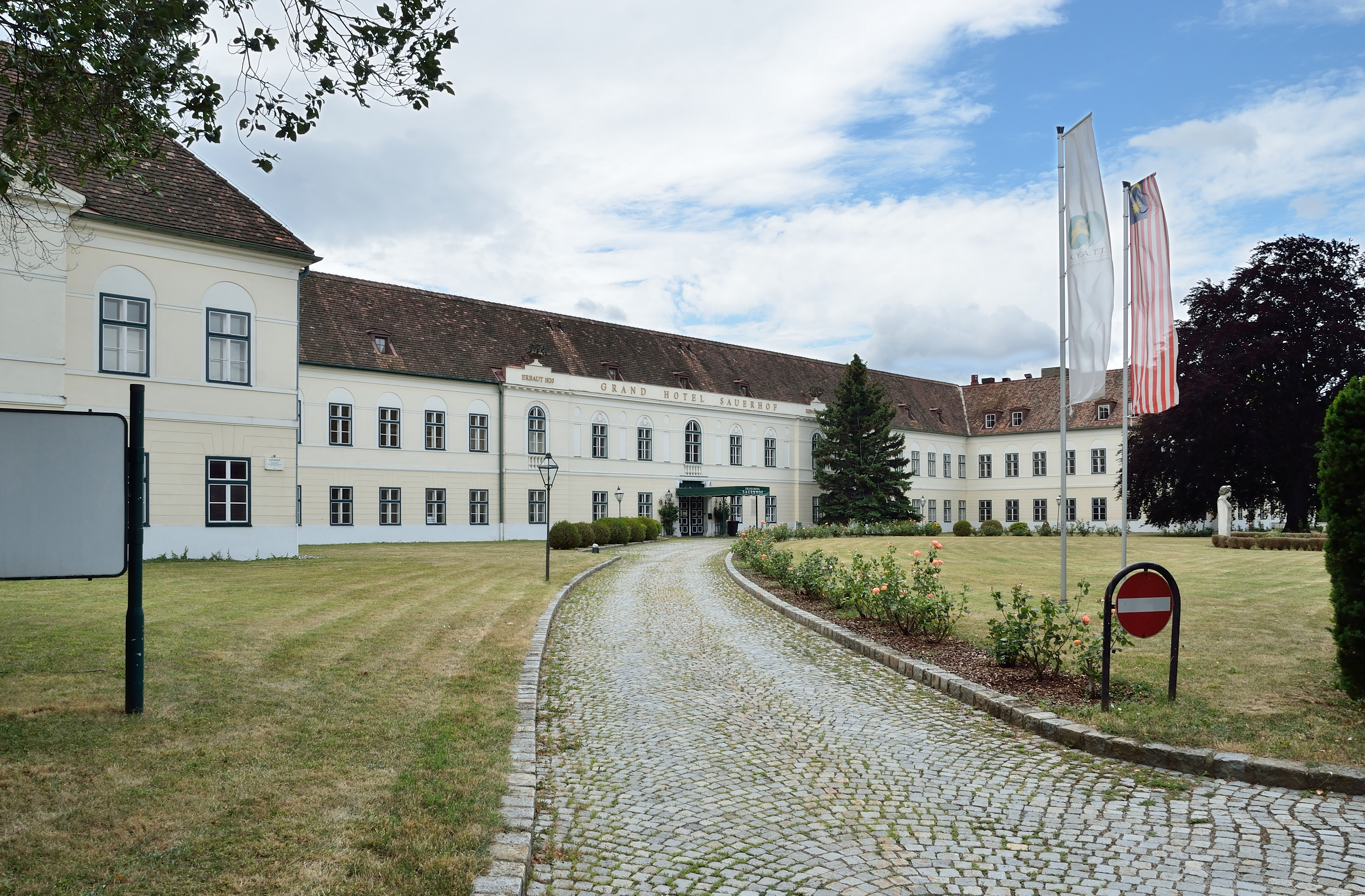
Sauerhof in Baden
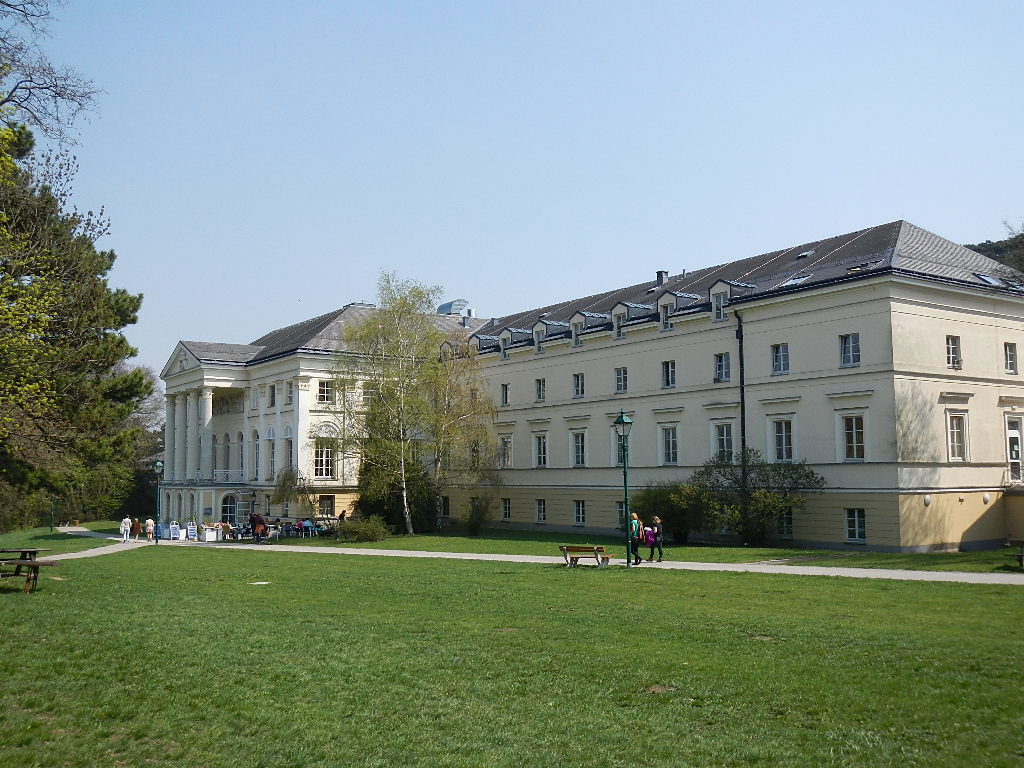
Schloss Liechtenstein, Maria Enzersdorf
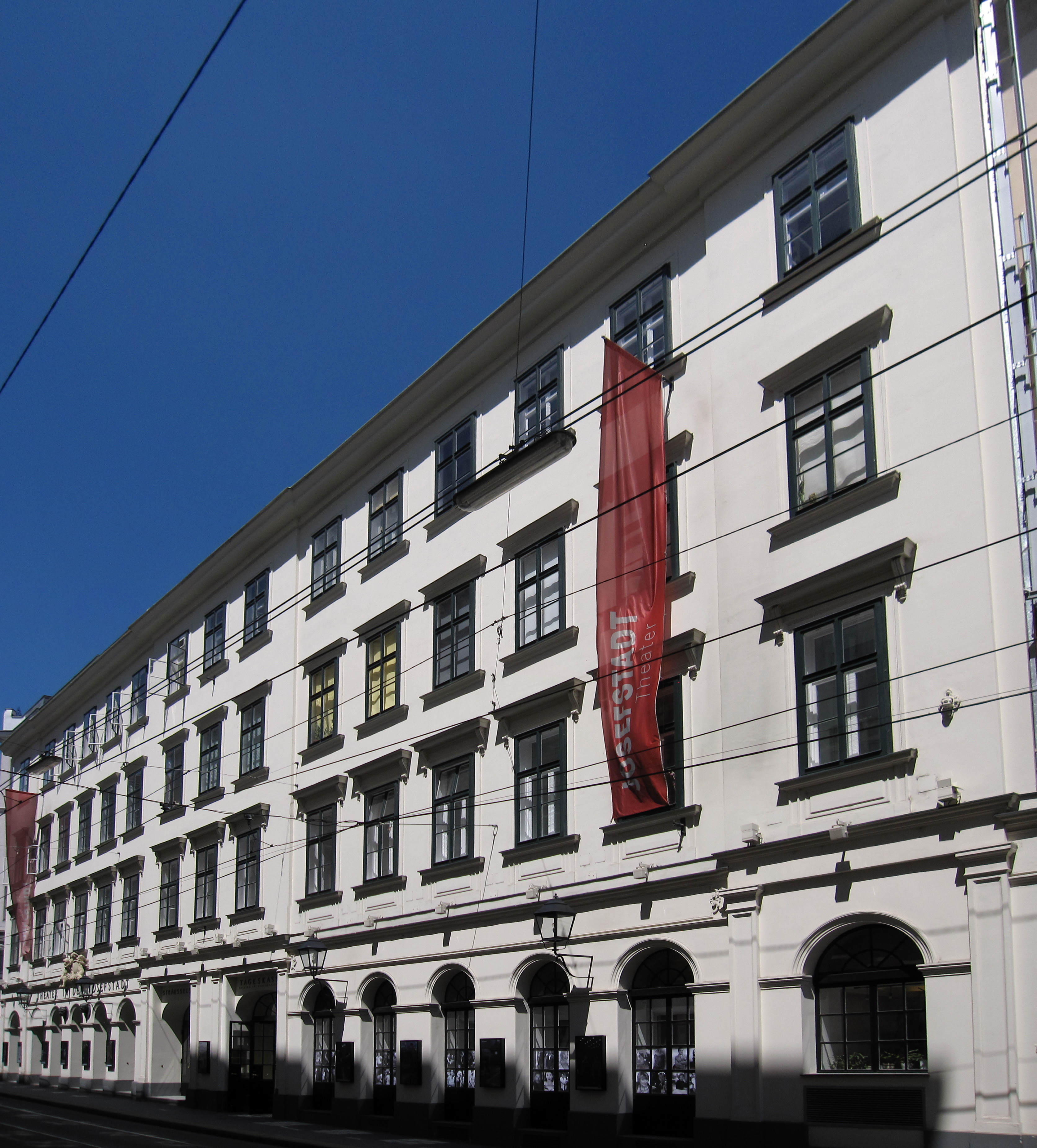
Theater in der Josefstadt, Wien
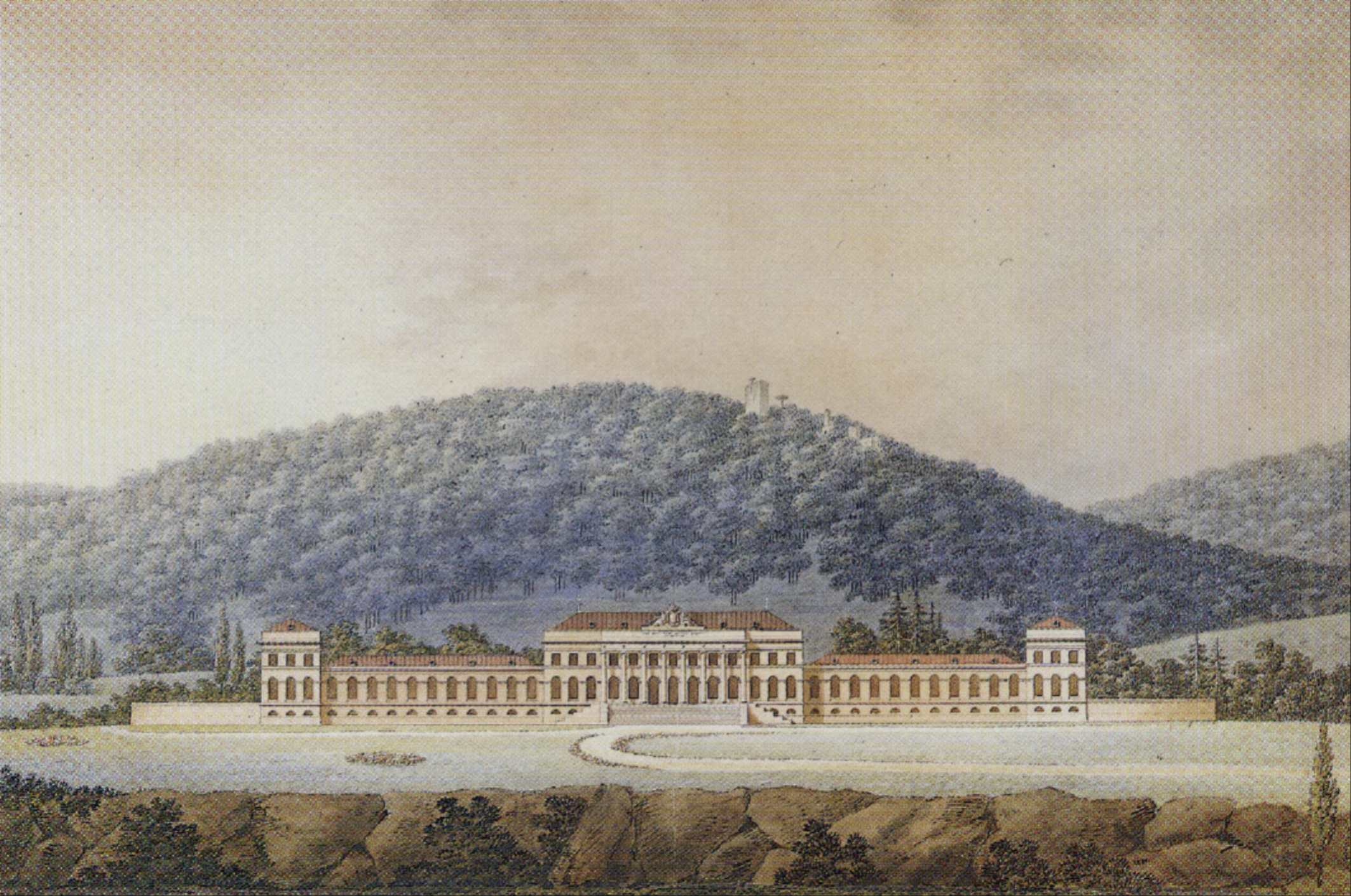
Aufriss für Schloss Weilburg in Baden
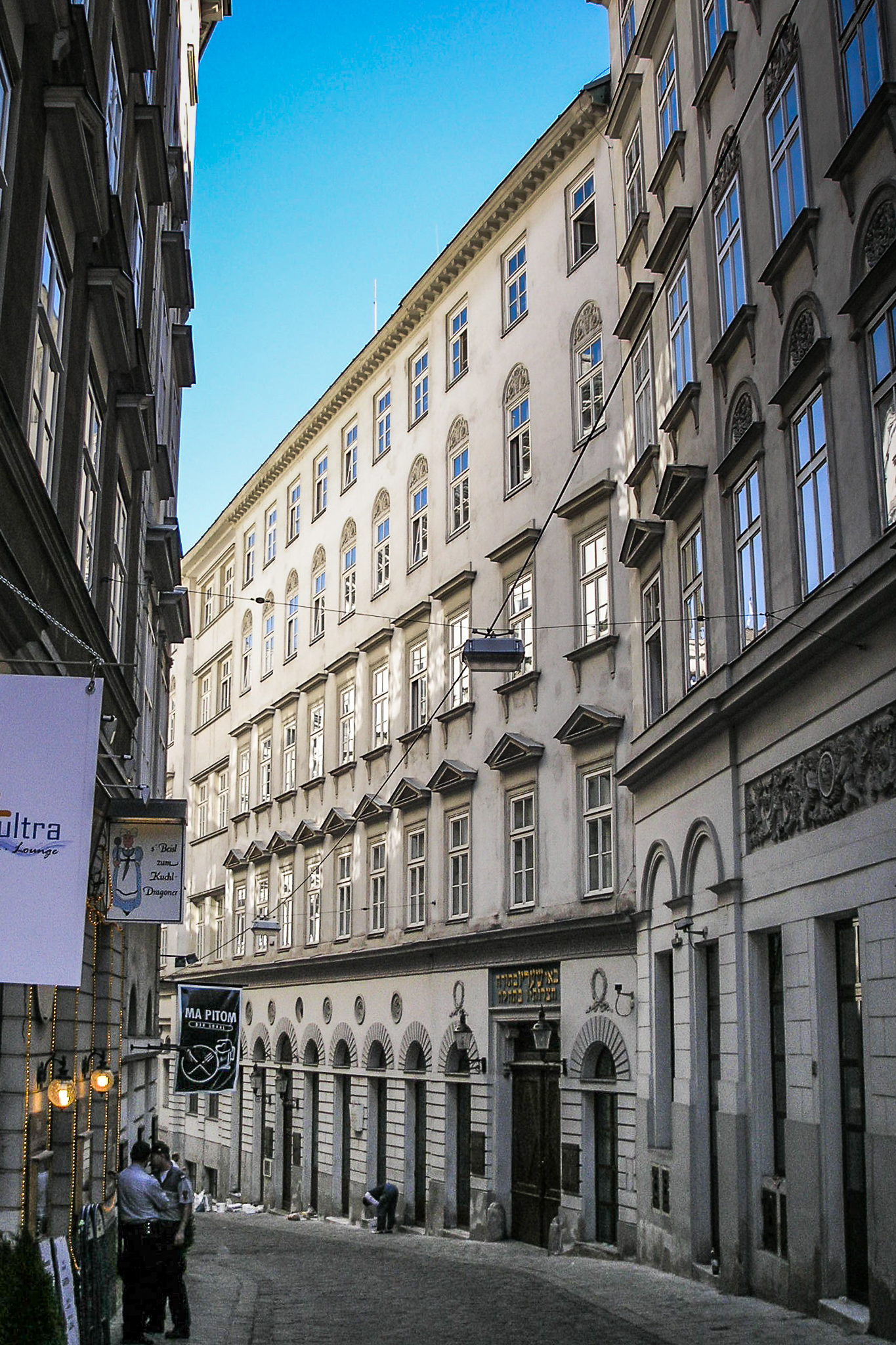
Stadttempel in Wien
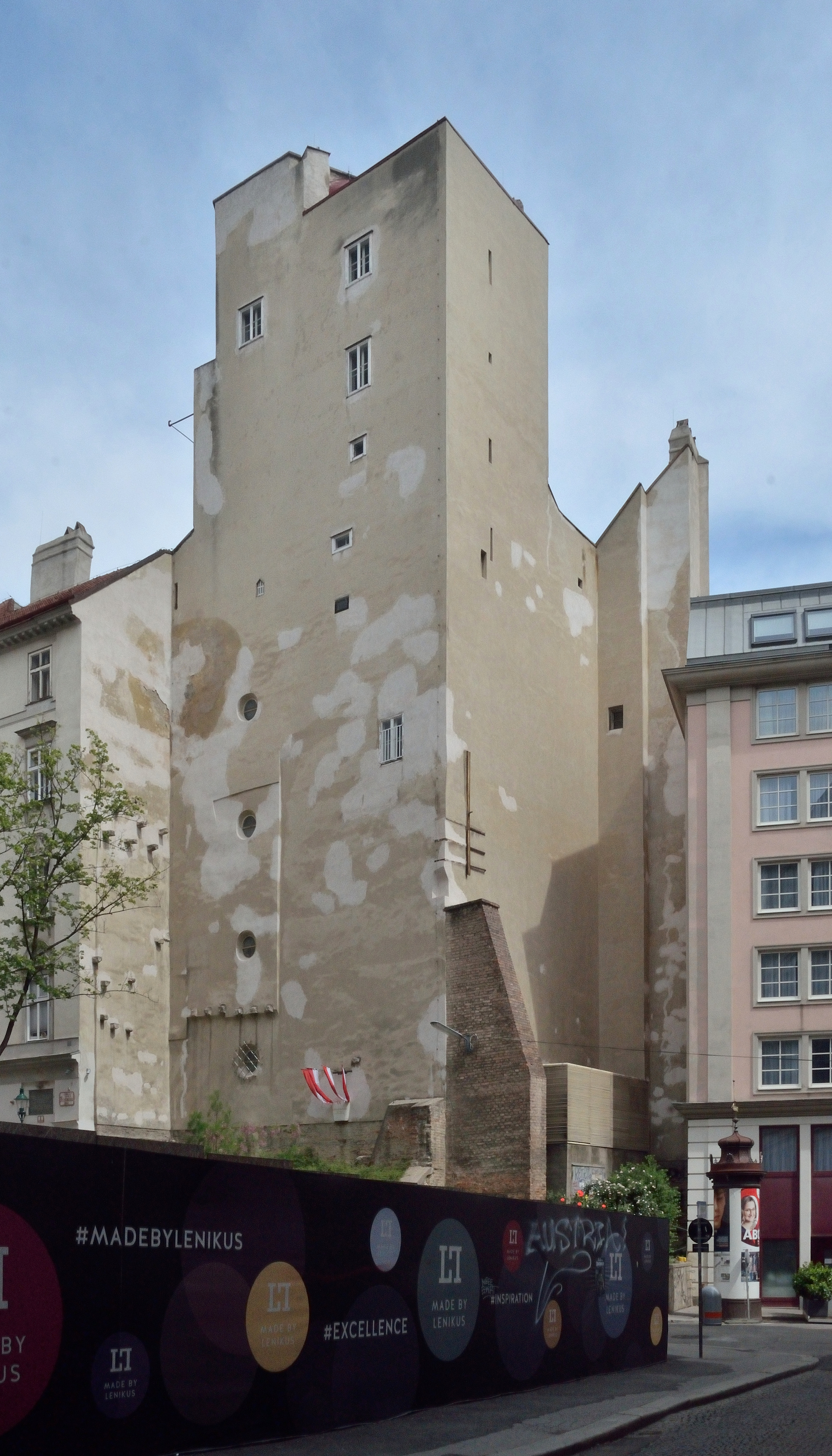
Kornhäuselturm in Wien, 1. Bezirk
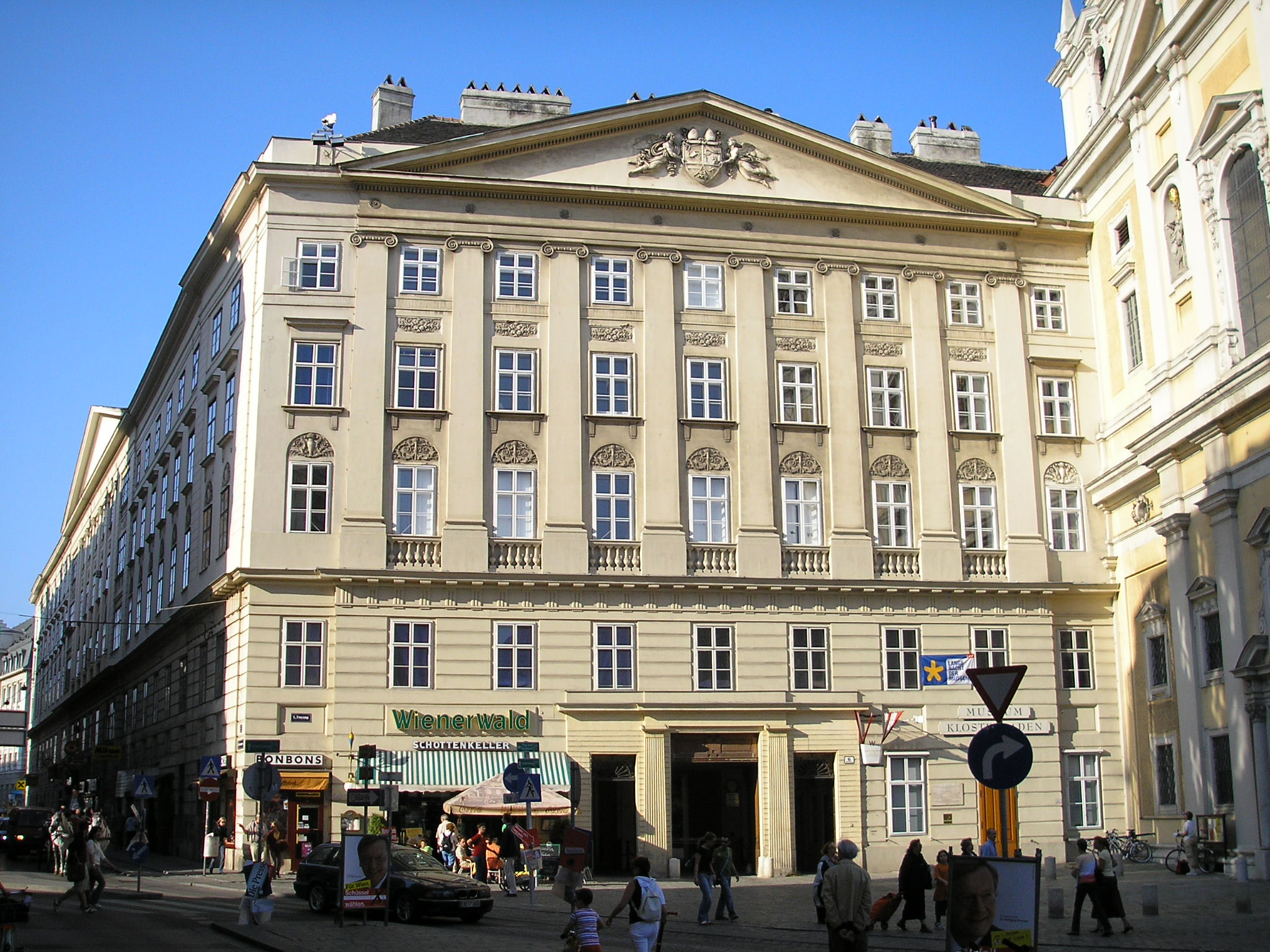
Schottenstift, Wien (klassizistische Fassade)
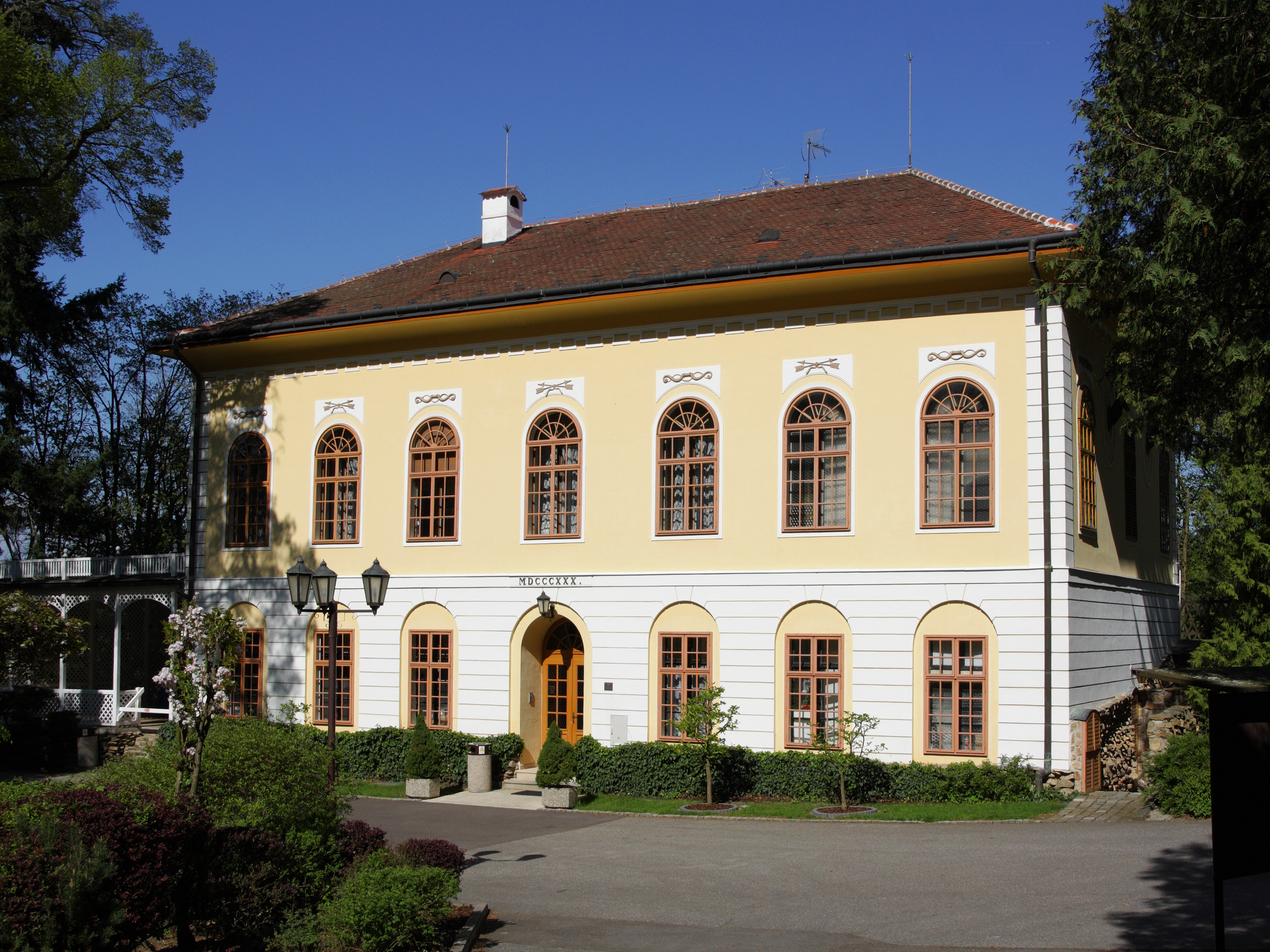
Jagdschlösschen Heinrichslust bei Kladeruby nad Oslavou
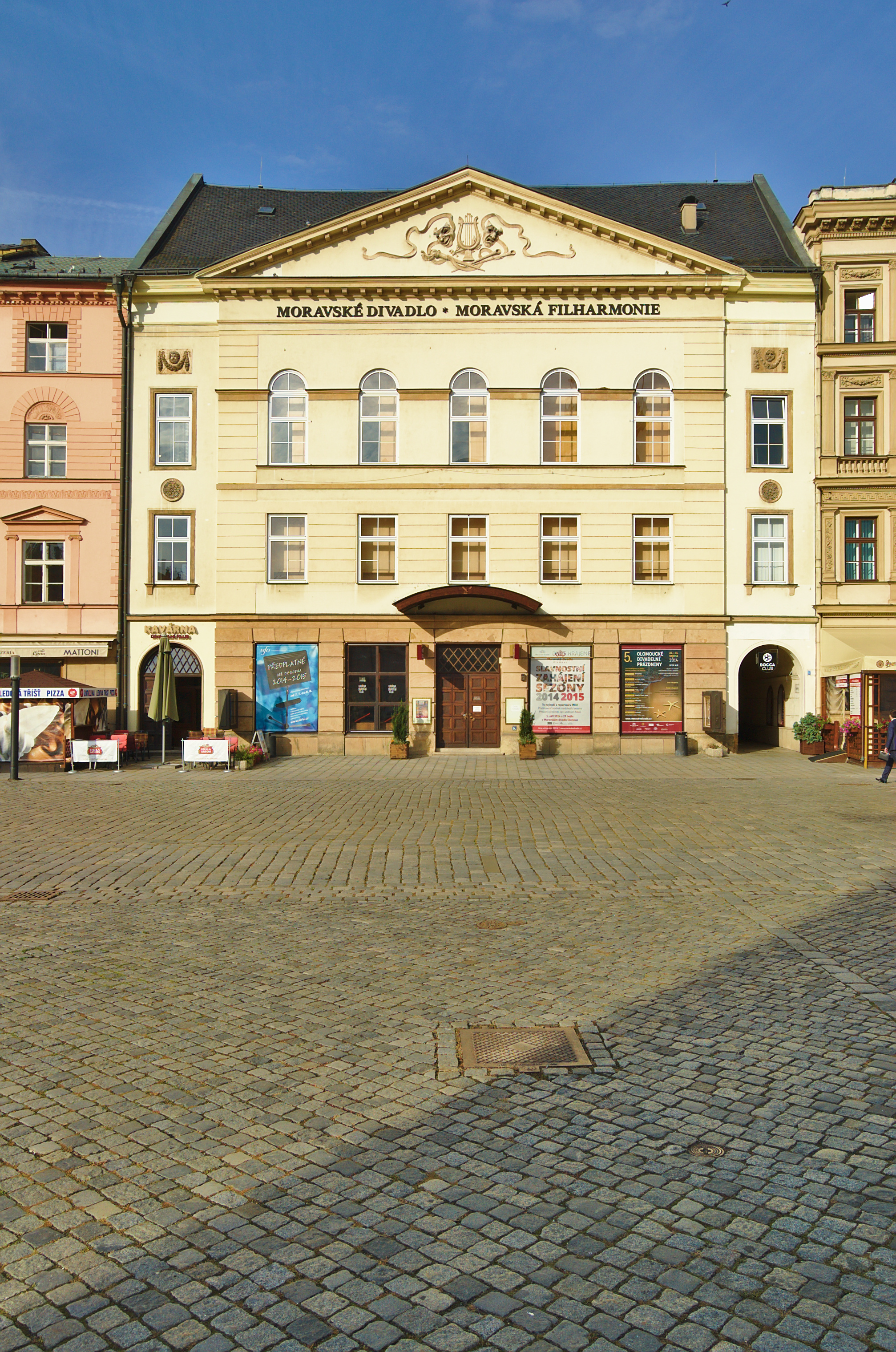
Mährisches Theater Olmütz
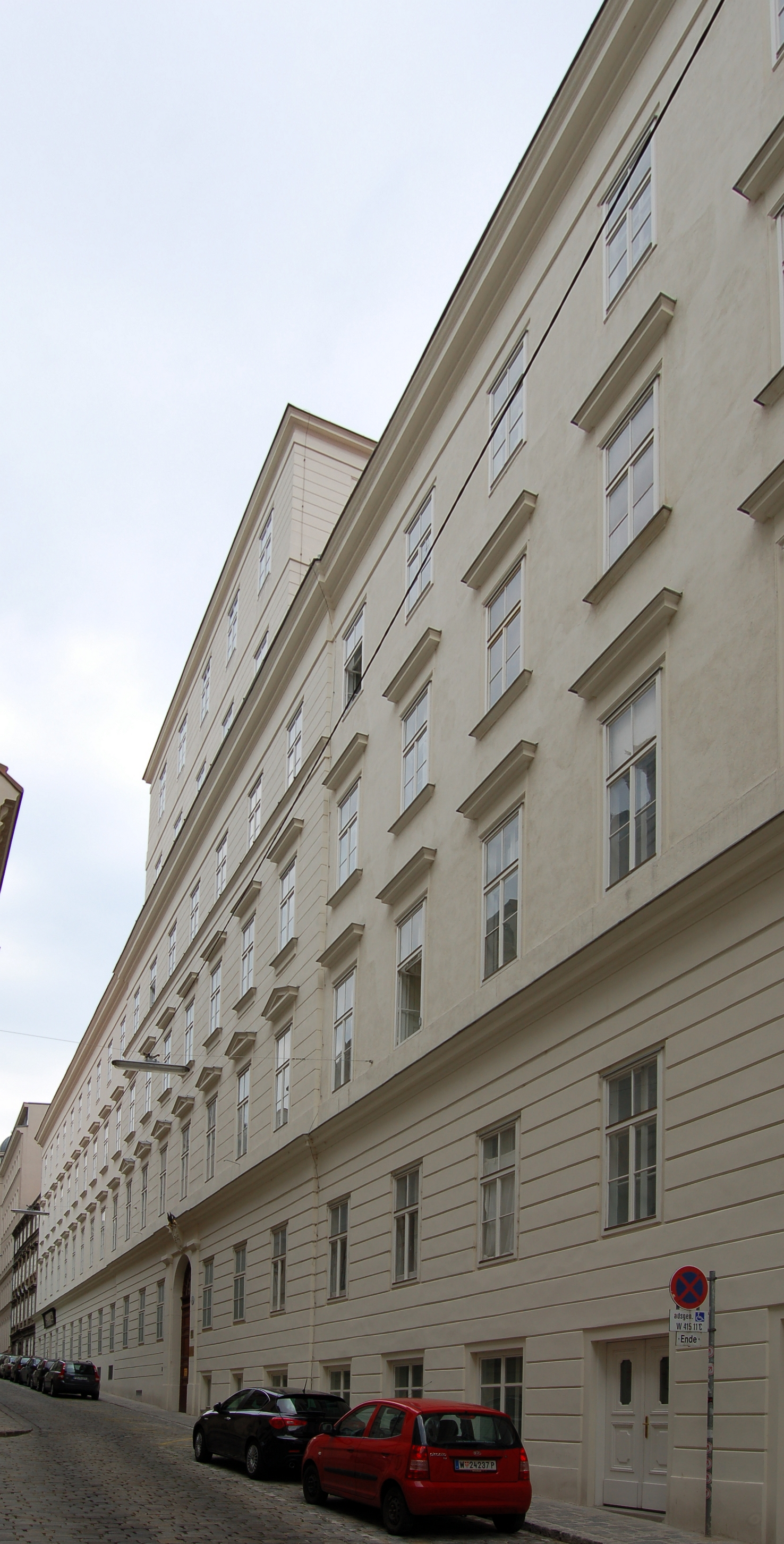
Mechitaristenkloster, Wien
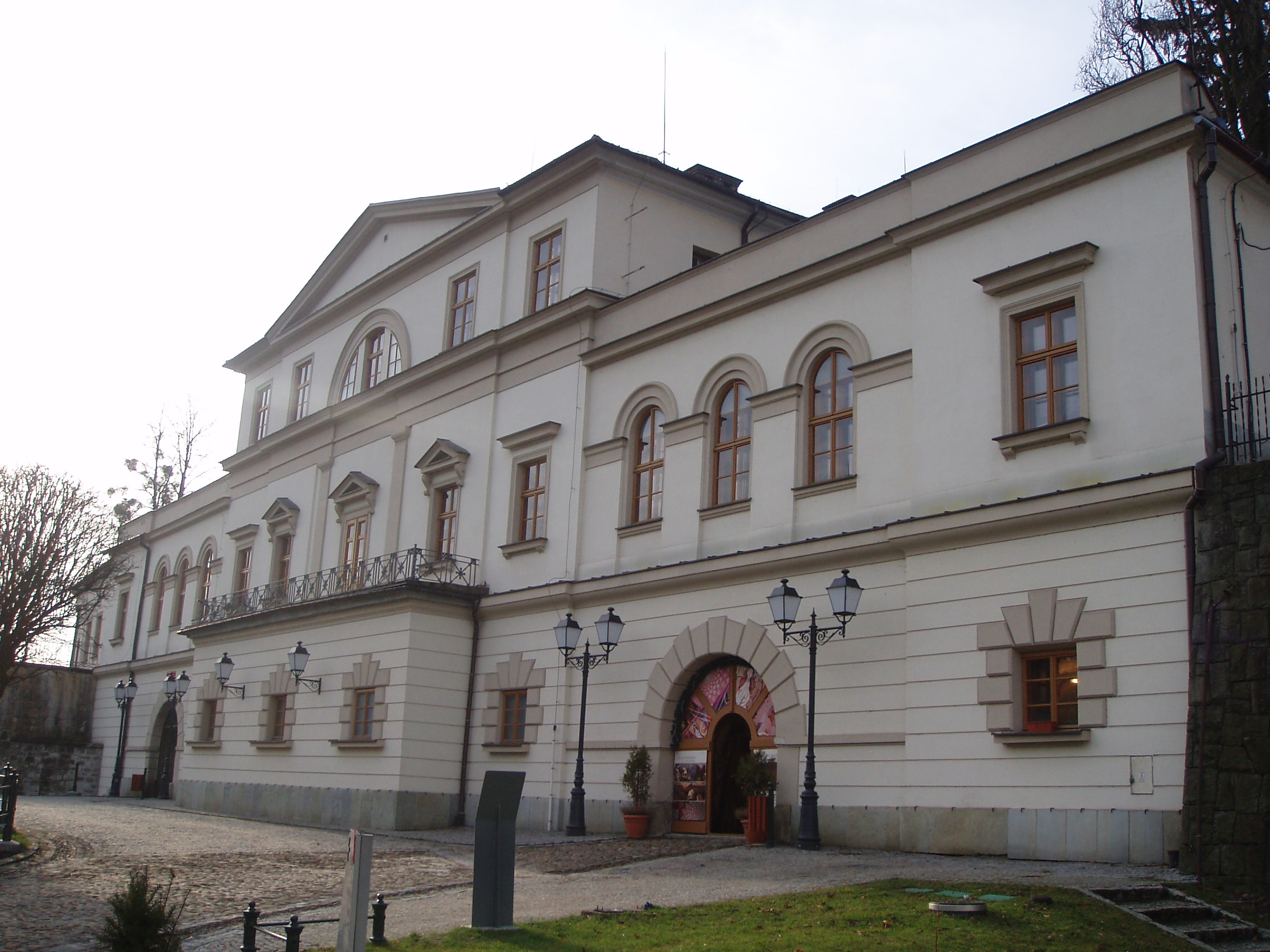
Habsburger-Jagdschloss in Cieszyn